# ویلسون گومز
ویلسون گومز (انگلیسی: Wilson Gómez؛ زادهٔ ۲۵ ژانویهٔ ۱۹۹۵) بازیکن فوتبال است.
وی همچنین در تیم ملی فوتبال زیر ۲۰ سال آرژانتین بازی کرده‌است.